# Terumi Niki
Terumi Niki (二木 てるみ Niki Terumi?, n. 11 mai 1949, Setagaya, Tōkyō, Japonia) este o actriță japoneză de film și televiziune.

## Biografie
Încă din copilărie, Terumi Niki a fost membră a companiei teatrale Gekidan Wakakusa, căreia i s-a alăturat în 1953. Ea a devenit cunoscută ca interpretă a fetiței Otoyo în filmul Barbă Roșie (1965) al lui Akira Kurosawa.

## Filmografie

### Filme de cinema
- 1955: Journal d'un policier (警察日記, Keisatsu nikki), regizat de Seiji Hisamatsu - Yukiko
- 1955: Ofukuro (おふくろ), regizat de Seiji Hisamatsu
- 1955: Akuma no sasayaki (悪魔の囁き), regizat de Seiichirō Uchikawa - Keiko Murakoshi
- 1955: House of Many Pleasures (渡り鳥いつ帰る, Wataridori itsu kaeru), regizat de Seiji Hisamatsu - Teruko
- 1955: Tsukiyo no kasa (月夜の傘), regizat de Seiji Hisamatsu - Yukiko Ono
- 1955: Zoku keisatsu nikki (続警察日記), regizat de Seiji Hisamatsu - Fuyo Shibata
- 1956: Aijō (愛情), regizat de Kiyoshi Horiike - Sumiko Matsuyama
- 1956: La Rive de l'errance (流離の岸, Ryūri no kishi), regizat de Kaneto Shindō - Chiho copil
- 1956: Nenneko shacho (ねんねこ社員), regizat de Kazuhiko Saimura - Fujiko
- 1956: Kanshō fujin (感傷夫人), regizat de Kiyoshi Horiike - Yoshiko Fujisaki
- 1956: Gogo 8 ji 13 pun (午後８時１３分), regizat de Kōzō Saeki - fata oarbă (nemenționată)
- 1958: Angry Island (怒りの孤島, Kajikko), regizat de Seiji Hisamatsu
- 1958: The Child Writers (つづり方兄妹, Tsuzurikata kyodai), regizat de Seiji Hisamatsu - Kiriko
- 1959: Teisō no Arashi (貞操の嵐), regizat de Michiyoshi Doi - Momoyo, surioara lui Yuri
- 1961: Maman ! (「粘土のお面」より　かあちゃん, Nendo no Omen Yori: Kaachan), regizat de Nobuo Nakagawa - Masako
- 1961: Onnamai (女舞), regizat de Hideo Ōba - Tomoyo
- 1965: Barbă Roșie (赤ひげ, Akahige), regizat de Akira Kurosawa - Otoyo[4]
- 1965: Zero Fighters (あゝ零戦, A, zerosen), regizat de Mitsuo Murayama - Tomoko Hidaka
- 1967: La Danseuse d'Izu (伊豆の踊子, Izu no odoriko), regizat de Hideo Onchi
- 1969: Koto no taiyo, regizat de Kenji Yoshida
- 1970: La Fin du Bakufu (幕末, Bakumatsu), regizat de Daisuke Itō - Mitsukazu Nakadaira[5]
- 1974: Karafuto 1945 Summer Hyosetsu no mon (樺太１９４５年夏 氷雪の門), regizat de Mitsuo Murayama - Ritsuko sekine
- 1979: Akuma ga kitarite fue o fuku (悪魔が来りて笛を吹く), regizat de Kōsei Saitō - Tane Mishima
- 1988: Evil Dead Trap (死霊の罠, Shiryō no wana), regizat de Toshiharu Ikeda - Haha no Koe (voce)
- 1988: Tomorrow - ashita (TOMORROW 明日), regizat de Kazuo Kuroki - Kiyo
- 1997: Kagi (鍵), regizat de Toshiharu Ikeda - Mori Makiko
- 2000: By Player (三文役者, Sanmon yakusha), regizat de Kaneto Shindō
- 2005: Hasami otoko (ハサミ男), regizat de Toshiharu Ikeda
- 2005: Furyo shonen no yume (不良少年（ヤンキー）の夢), regizat de Junji Hanado
- 2012: Tabi no okurimono - asu e (旅の贈りもの 〜明日へ〜), regizat de Tetsu Maeda

### Filme de televiziune

#### Seriale TV
- 1966: Ohanahan
- 1966: Seishun to wa nanda
- 1969: Shi to sora to
- 1975: La Tulipe noire (ラ・セーヌの星, Ra Sēnu no Hoshi)
- 1979: Edgar, le détective cambrioleur - Oscar
- 1994: Haru yo koi - Nobuyo

#### Filme TV
- 1981: Haha taru koto wa jigoku no gotoku - Keiko
- 2004: Kyôtarô Nishimura's Travel Mystery 42
- 2005: Kyôtarô Nishimura's Travel Mystery 43

## Premii și distincții
- 1965: Premiul Panglica Albastră pentru cea mai bună actriță în rol secundar pentru interpretarea sa din Barbă Roșie[6]